# Anita - Una vita per Garibaldi
Anita - Una vita per Garibaldi è un film nel 2007 diretto da Aurelio Grimaldi.
La protagonista Anita Garibaldi è interpretata dalla top-model brasiliana Milena Toscano.

## Colonna sonora
Il 13 ottobre 2009 è stata pubblicata la colonna sonora del film, intitolata Anita, composta da Marco Werba sotto l'etichetta della Kronos Records.

### Tracce
1. Anita (cantata da Francesca Russo)
2. Titoli di testa
3. L'arrivo di Joao
4. Melodia turca
5. Il bacio
6. Anita a cavallo
7. L'esecuzione
8. La maga
9. Il fiume
10. La fuga
11. Anita (vers. strumentale)
12. Laguna
13. La fuga a cavallo
14. Anita esaminata
15. Dio del mare
16. Il bordello
17. Solo cello
18. L'esecuzione (2° vers.)
19. Il parto
20. Inseguimento
21. Finale
22. Anita è morta
23. Anita (2° vers.)

## Distribuzione
La première del film ha avuto luogo in Australia il 2 giugno 2007 all'Italian Australian Film Festival.
In Italia è stato distribuito da MovieItalia mentre all'estero dalla IntraMovies. Il 30 gennaio 2008 è stato anche presentato al Festival dello Stretto a Messina.